# محاضرات‌الادباء
کتاب مُحاضرات الادباء و محاورات الشعراء و البلغاء که المحاضرات نیز خوانده می‌شود تالیف راغب اصفهانی است.

## موضوع
موضوع این کتاب کشکول گونه مباحثی ادبی و تاریخی و اخلاقی و عقدیتی با رایحه ظرافت و طنز است. کتاب در بیست باب و در ۴ جلد تدارک دیده شده است.

## نویسنده
نویسنده این اثر راغب اصفهانی صاحب کتاب المفردات و الذریعه الی مکارم الشریعه است. راغب بنابر قول مشهور در سال ۴۰۲ ق درگذشته است.

## ترجمه
محاضرات توسط روغنی قزوینی در قرن ۱۱ ترجمه و تلخیص شده است و با نام نوادر در ایران چاپ شده ولی به علت محتوای مستهجن برخی قسمت‌های آن از بازار جمع آوری شده است.

## چاپ ها
المحاضرات بارها در ایران و عراق و لبنان و مصر چاپ شده است. مکتبه الحیدریه قم المحاضرات را در ۴ جلد منتشر ساخته است.

## متن کتاب
- www.waqfeya.com/book.php?bid=۷۶۲۶
- www.noorlib.ir/View/fa/Book/BookView/Image/۳۴۳۴